# Шира
 Тази статия е за плодовия сок.  За изгасналия вулкан в Танзания вижте Шира (вулкан).  
Шира е плодов сок, заготовка за вино, който се получава при пресоване на грозде. Представлява мътна зелено-жълтеникава течност, в която се съдържат захари (глюкоза и фруктоза), киселини (винена и ябълчена), минерали, белтъчини и други вещества. Чрез процеса на ферментация този сок се превръща във вино.